# Skrzypiec (województwo świętokrzyskie)
Skrzypiec – osada leśna w Polsce położona w województwie świętokrzyskim, w powiecie staszowskim, w gminie Rytwiany.
W latach 1975–1998 miejscowość administracyjnie należała do województwa tarnobrzeskiego.